# Alpen Cup kobiet w skokach narciarskich 2002/2003
Alpen Cup kobiet w skokach narciarskich 2002/2003 – 3. edycja Alpen Cup kobiet, która rozpoczęła się 31 sierpnia 2002 w niemieckim Rastbüchl, a zakończyła 9 marca 2003 w Planicy. Cykl składał się z czterech konkursów letnich oraz czterech zimowych. Cały cykl wygrała Austriaczka Daniela Iraschko. Mimo udziału zawodniczek z krajów spoza Alp nie uwzględniono ich wyników w klasyfikacjach generalnych.

## Kalendarz i wyniki
| Lp.                                             | Data                                            | Miejscowość                                     | Skocznia                                        | K                                               | 1. miejsce       | 2. miejsce       | 3. miejsce       |
| ----------------------------------------------- | ----------------------------------------------- | ----------------------------------------------- | ----------------------------------------------- | ----------------------------------------------- | ---------------- | ---------------- | ---------------- |
| 1.                                              | 31 sierpnia 2002                                | Rastbüchl                                       | Baptist-Kitzlinger-Schanze                      | K-75                                            | Daniela Iraschko | Eva Ganster      | Jessica Jerome   |
| 2.                                              | 1 września 2002                                 | Rastbüchl                                       | Baptist-Kitzlinger-Schanze                      | K-75                                            | Jessica Jerome   | Eva Ganster      | Daniela Iraschko |
| 3.                                              | 5 października 2002                             | Kandersteg                                      | Lötschberg-Schanzen                             | K-90                                            | Daniela Iraschko | Eva Ganster      | Anette Sagen     |
| 4.                                              | 6 października 2002                             | Kandersteg                                      | Lötschberg-Schanzen                             | K-90                                            | Eva Ganster      | Daniela Iraschko | Anette Sagen     |
| Sommer-Alpencup – klasyfikacja końcowa          | Sommer-Alpencup – klasyfikacja końcowa          | Sommer-Alpencup – klasyfikacja końcowa          | Sommer-Alpencup – klasyfikacja końcowa          | Sommer-Alpencup – klasyfikacja końcowa          | Daniela Iraschko | Eva Ganster      | Katrin Stefaner  |
|                                                 |                                                 |                                                 |                                                 |                                                 |                  |                  |                  |
| 5.                                              | 18 stycznia 2003                                | Villach                                         | Villacher Alpenarena                            | K-90                                            | Daniela Iraschko | Anette Sagen     | Lindsey Van      |
| 6.                                              | 19 stycznia 2003                                | Villach                                         | Villacher Alpenarena                            | K-90                                            | Anette Sagen     | Daniela Iraschko | Lindsey Van      |
| 7.                                              | 8 marca 2003                                    | Planica                                         | Bloudkova Velikanka                             | HS78                                            | Monika Pogladič  | Rosemarie Wenk   | Magdalena Kubli  |
| 8.                                              | 9 marca 2003                                    | Planica                                         | Bloudkova Velikanka                             | HS78                                            | Monika Pogladič  | Tamara Kančilija | Rosemarie Wenk   |
| Alpen Cup kobiet 2002/03 – klasyfikacja końcowa | Alpen Cup kobiet 2002/03 – klasyfikacja końcowa | Alpen Cup kobiet 2002/03 – klasyfikacja końcowa | Alpen Cup kobiet 2002/03 – klasyfikacja końcowa | Alpen Cup kobiet 2002/03 – klasyfikacja końcowa | Daniela Iraschko | Eva Ganster      | Katrin Stefaner  |

## Statystyki indywidualne
| Zawodniczka | Rastbüchl | Rastbüchl | Kandersteg | Kandersteg | Villach | Villach | Planica | Planica |
| Austria | Austria   | Austria   | Austria    | Austria    | Austria | Austria | Austria | Austria |
| --- | --------- | --------- | ---------- | ---------- | ------- | ------- | ------- | ------- |
| Tanja Drage | 10        | 8         | –          | –          | 12      | 15      | 6       | 5       |
| Verena Floss | 13        | 13        | 12         | 12         | 19      | 24      | –       | –       |
| Eva Ganster | 2         | 2         | 2          | 1          | dns     | 4       | –       | –       |
| Daniela Iraschko | 1         | 3         | 1          | 2          | 1       | 2       | –       | –       |
| Magdalena Kubli | 5         | 10        | 13         | 13         | 9       | 13      | 3       | 4       |
| Kerstin Mörtl | 19        | 14        | –          | –          | 18      | 19      | 10      | 8       |
| Katrin Stefaner | 4         | 4         | 5          | 5          | 10      | 9       | 13      | 11      |
| Francja |           |           |            |            |         |         |         |         |
| Amélie André | –         | –         | 11         | 11         | 13      | 17      | 8       |         |
| Lydie Bernard | –         | –         | 9          | 9          | –       | –       | 4       | 6       |
| Camille Lizon | –         | –         | 7          | 7          | 22      | 22      | –       | –       |
| Virginie Reynoud | –         | –         | 10         | 10         | 14      | 23      | –       | –       |
| Niemcy |           |           |            |            |         |         |         |         |
| Eva Bagdaschwilli | 21        | 21        | –          | –          | –       | –       | –       | –       |
| Ulrike Gräßler | 14        | 12        | –          | –          | 8       | 11      | –       | –       |
| Nicole Hauer | 15        | 16        | –          | –          | –       | –       | –       | –       |
| Carina Hils | 18        | 19        | –          | –          | –       | –       | –       | –       |
| Angelika Kühhorn | 7         | 6         | –          | –          | 11      | 12      | –       | –       |
| Stephanie Krieg | 8         | 7         | –          | –          | 24      | 14      | –       | –       |
| Ann-Kathrin Reger | –         | –         | –          | –          | 5       | 5       | –       | –       |
| Heidi Roth | 9         | 5         | –          | –          | –       | –       | –       | –       |
| Katrin Schmidt | 17        | 17        | –          | –          | –       | –       | –       | –       |
| Kristin Schmidt | 6         | 9         | –          | –          | 17      | 21      | –       | –       |
| Michaela Schmidt | –         | –         | –          | –          | 7       | 10      | –       | –       |
| Andrea Temme | 20        | 20        | –          | –          | –       | –       | –       | –       |
| Birgitt Tuss | 12        | 15        | –          | –          | –       | –       | –       | –       |
| Norwegia |           |           |            |            |         |         |         |         |
| Line Jahr | –         | –         | 6          | 6          | 4       | 6       | –       | –       |
| Anette Sagen | –         | –         | 3          | 3          | 2       | 1       | –       | –       |
| Henriette Smeby | –         | –         | 4          | 4          | –       | –       | –       | –       |
| Słowenia |           |           |            |            |         |         |         |         |
| Petra Benedik | –         | –         | –          | –          | –       | –       | 11      | 10      |
| Tamara Kančilija | –         | –         | –          | –          | 16      | 8       | 7       | 2       |
| Monika Pogladič | –         | –         | –          | –          | 21      | 16      | 1       | 1       |
| Urška Rozman | –         | –         | –          | –          | 23      | 25      | 9       | 9       |
| Tanja Volčjak | –         | –         | –          | –          | 19      | 18      | 12      | 12      |
| Maja Vtič | –         | –         | –          | –          | –       | –       | 5       | 7       |
| Stany Zjednoczone |           |           |            |            |         |         |         |         |
| Jessica Jerome | 3         | 1         | –          | –          | 6       | 7       | –       | –       |
| Alissa Johnson | 16        | 18        | –          | –          | –       | –       | –       | –       |
| Lindsey Van | –         | –         | –          | –          | 3       | 3       | –       | –       |
| Szwajcaria |           |           |            |            |         |         |         |         |
| Rosemarie Wenk | 11        | 11        | 8          | 8          | 14      | 20      | 2       | 3       |
| Legenda |           |           |            |            |         |         |         |         |
| 1-3 4-30 poniżej 30 dns – Zawodniczka zgłoszona nie wystartowała w konkursie. dsq – Zawodniczka została zdyskwalifikowana w konkursie. – – Zawodniczka nie została zgłoszona do konkursu. 1 – Zawodniczka nie wystartowała w drugiej serii |           |           |            |            |         |         |         |         |

## Klasyfikacja generalna
| Miejsce | Zawodnik          | Występy | Punkty |
| ------- | ----------------- | ------- | ------ |
| 1.      | Daniela Iraschko  | 6       | 560    |
| 2.      | Eva Ganster       | 5       | 440    |
| 3.      | Katrin Stefaner   | 8       | 369    |
| 4.      | Rosemarie Wenk    | 8       | 323    |
| 5.      | Magdalena Kubli   | 8       | 315    |
| 6.      | Monika Pogladič   | 4       | 236    |
| 7.      | Tanja Drage       | 6       | 206    |
| 8.      | Tamara Kančilija  | 4       | 188    |
| 9.      | Lydie Bernard     | 4       | 170    |
| 10.     | Angelika Kühhorn  | 4       | 153    |
| 11.     | Amélie André      | 5       | 145    |
| 12.     | Ann-Kathrin Reger | 2       | 140    |
| 13.     | Ulrike Gräßler    | 4       | 130    |
| 14.     | Verena Floss      | 6       | 129    |
| 15.     | Kerstin Mörtl     | 6       | 126    |
| 15.     | Camille Lizon     | 4       | 126    |
| 17.     | Stephanie Krieg   | 4       | 113    |
| 18.     | Kristin Schmidt   | 4       | 111    |
| 19.     | Virginie Reynoud  | 4       | 110    |
| 20.     | Michaela Schmidt  | 2       | 100    |
| 21.     | Heidi Roth        | 2       | 82     |
| 22.     | Maja Vtič         | 2       | 81     |
| 23.     | Urška Rozman      | 4       | 80     |
| 24.     | Tanja Volčjak     | 4       | 78     |
| 25.     | Petra Benedik     | 2       | 50     |
| 26.     | Birgitt Tuss      | 2       | 42     |
| 27.     | Nicole Hauer      | 2       | 34     |
| 28.     | Katrin Schmidt    | 2       | 31     |
| 29.     | Carina Hils       | 2       | 29     |
| 30.     | Andrea Temme      | 2       | 26     |
| 31.     | Eva Bagdaschwilli | 2       | 24     |